# Famille Bacon du Molay
Pour les articles homonymes, voir Bacon.
La famille Bacon, dont la branche ainée est aussi dénommée par les historiens Bacon du Molay, est une ancienne famille noble de Normandie. Son fief originel s’étendait entre les rivières Esque et Tortonne, territoires correspondant aux communes actuelles du Molay-Littry, du Breuil-en-Bessin, de Cerisy-la-Forêt, de Planquery, de Blay, de Saint-Martin-de-Blagny, dans le Bessin en Normandie. De par les multiples alliances et héritages, les possessions de la branche ainée s'étendaient au XVe siècle jusqu'à Colombières, Villers-Bocage, Jurques et même Caen. Tout comme les Bertran de Bricquebec, cette famille normande ne portait dans les actes que son nom patronymique, à savoir Bacon. Autre point en commun avec les Bertran, la majorité des garçons portaient comme patronyme Guillaume ou Roger entrainant un suivi de la lignée difficile.
C'est sous les Bacon que s'est développée l'industrie potière du Molay. Véritables protecteurs de la confrérie, les seigneurs octroyaient des largesses aux artisans et notamment la gratuité du bois de chauffage pour leurs fours. Ils construisirent même à l'intention des potiers la chapelle Saint-Jean dans le canton de la Boulaye, près du Breuil-en-Bessin. Cette chapelle, encore visible au XVIIIe siècle, servait aussi de lieu de célébration de la fête patronale des potiers à la Saint Jean.

## Filiation

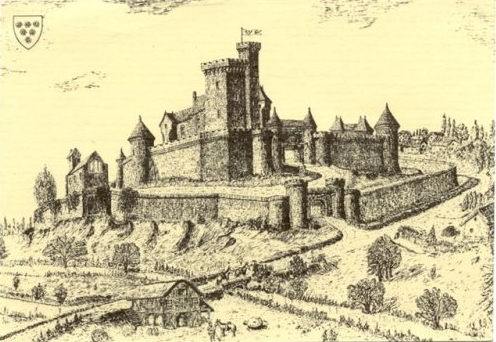
Château-fort du Molay.

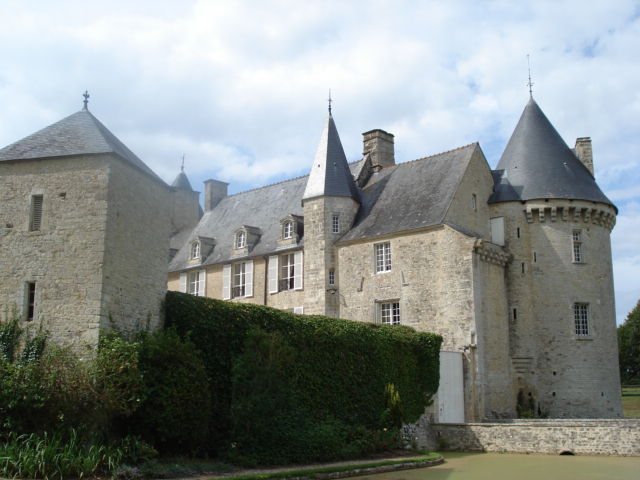
Château de Colombières construit par les Bacon.

- Anchetil est l'un des premiers de la lignée à être nommé dans les sources. Il aumônea dès le premier établissement du prieuré de Sainte-Barbe en Auge, en 1058, une seigneurie qui porte son nom selon les chartes du prieuré[2],[3].
- Guillaume Ier, est un baron normand, seigneur du fief du Molay[4],[5].

Dans son Roman de Rou, Wace écrit : « Cil de Combrai et cil d'Alnée et les sires de Fontenei de Rebercil et del Molei vant demandant heraut li rei as Engleiz dient : çà entez : a est li reis ke vos serviez, ki a Guillaume est le perjurez morz est s'il est trovez ». Traduit en français actuel en : « Le seigneur de Combray ; celui d'Aulnay, les sires de Fontenay, de Rubercy et du Molay couraient vers le héraut de Harold, le questionnant : « Où est donc le roi que vous servez ? Le parjure qui a manqué de foi à Guillaume ! Si nous pouvons le trouver sa mort est certaine ».
Néanmoins, l'œuvre de Wace en tant que source a été depuis longtemps discréditée. Si les travaux récents du Dr Elisabeth Van Houts ont montré que les critiques faites à Wace étaient pour la plupart infondées, il reste de nombreux doutes sur son contenu.
- Guillaume II, est un seigneur normand, chevalier banneret. En 1096, il a accompagné Robert Courteheuse lors de la première croisade en Terre sainte[8],[4]. Il a un fils connu, Guillaume III[4].
- Guillaume III est un seigneur normand. Il épouse, en 1126, Mathilde de Chester descendante des ducs de Normandie, fille de Ranulph le Meschin, vicomte du Bessin et comte de Chester[9],[10],[11].

Mathilde apporte à Guillaume par une charte datée de Rouen : « les terres de la Fresnaye-Martinèze, Couvains et Plein-Forêts, qui consistaient en hommes, hommages, revenus, églises, bois, moulins, fours, viviers, soldats, vassaux, vilains, bordages et autres dépendances, le fief de Blagny la Quièze accru du fief de Baynes, Bernesq, Mestry, Pleines-Œuvres, Saint Martin de Caumont, Sallen, Livry, Fresnay sur Mer et Martragny »,.
Guillaume et Mathilde ont cinq enfants connus :
- Roger III, seigneur de Molay et de Planquery ;
- Philippe de Colombières, seigneur châtelain du fief de Colombières ;
- Guillaume ;
- une fille devenue religieuse à l'abbaye de Mortain dans la Manche ;
- Richard qui fonda le prieuré de Roncester (Roucestre) dans le Staffordshire.

- Roger III (mort vers 1190), est désigné comme « chevalier, sire et châtelain du Molay, seigneur du Breuil, Saon, Blay, Couvains, Planquery, Blagny la Quieze, Matragny, Vaussieu, Sévans et Saint-Contest »[4].

En 1148, il fonde la commanderie templière de Baugy dans son fief de Planquery,.
Il est cité dans le rôle de l'échiquier anglais de la quatrième année d'Henri II. Son nom se rencontre au bas de nombreuses chartes de ce roi, notamment d'une datée de Barfleur[réf. à confirmer] et d'une autre datée de Bur.[réf. à confirmer] Roger et Emma ont deux fils connus :
- Guillaume IV, qui succède à son père ;
- Simon, seigneur de Formigny et de Bavent, épousa en premières noces N. Tesson, dame de Formigny, puis Mathilde de Vassy, et eut deux fils connus, Guillaume, seigneur de Formigny, et Richard, seigneur de Bavent ; il est l'auteur de la branche de Formigny ;
- Marie ? épousa Ranulph de Matan, qui apporta comme dot la seigneurie de Jurques[réf. à confirmer].

- Guillaume IV (mort vers 1212), cité en 1200, il concéda leur part de patronage de l'église de Saint-Martin-de-Blagny à l'abbaye Notre Dame de Longues en la présence Guillaume Bacon de Formigny notamment[20]. Il est cité en 1201 comme témoin d'une charte du comte de Chester[21]. Le 26 novembre 1203, le roi Jean lui inféoda les landes de Baynes à charge de rendre chaque année une paire d'éperons d'or[21]. Il pourrait être le Guillaume Bacon, seigneur du Molay, plusieurs fois mentionné dans le Roman de Renart. D'ailleurs, c'est bien sur ses terres que gîte le renard de Pierre de Saint Cloud[22], l'auteur présumé du roman. Marié à Clemence, il a trois enfants connus[4] :
  - Guillaume V, qui lui succéda ;
  - Eustachie ou Austachie qui épousa Pierre de Meulan, prêtre en Angleterre (diacre de Wimborne) puis seigneur de Beaumont-le-Roger et de Brionne, fondateur de la lignée des seigneurs de Courseulles-sur-Mer et de Bricqueville, branche appelée de Courcelle-de-Saint-Paer ;
  - Roger, seigneur de Planquery.
- Guillaume V, cité en 1224 et en 1271, qui a pour fils Roger IV, sa tombe a été retrouvée et décrite par Paul de Farcy en 1867 dans une des chambres de l'abbaye Sainte-Marie de Longues représentant un chevalier vêtu de sa cotte de mailles et de son casque avec de chaque côté placés des petits écus aux six roses. L'inscription sur la tombe portait Ci-gist Monsegnor Guille Bacon, Chevalier Segnor du Molay[23].

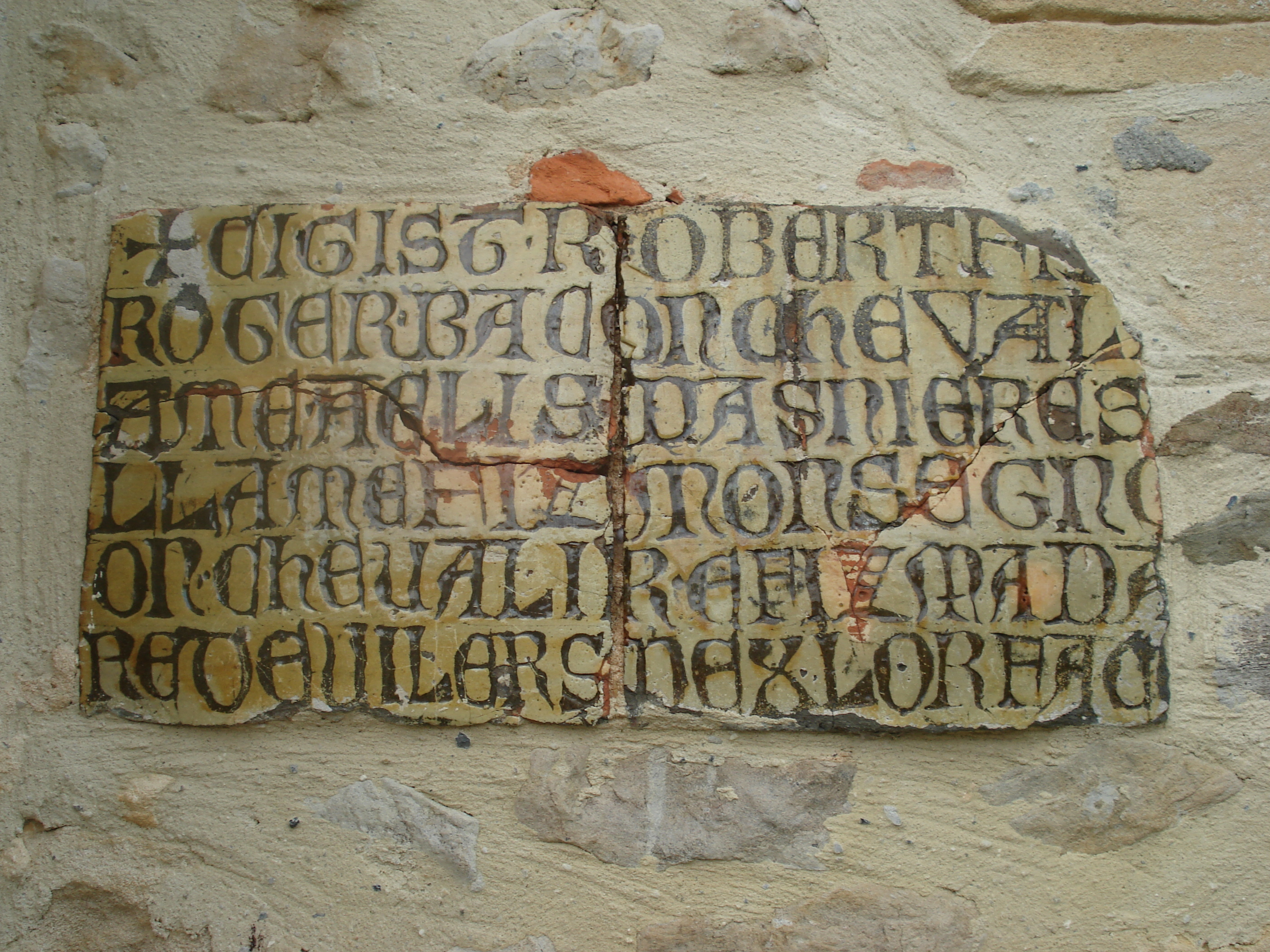
Brique émaillée provenant des tombes des deux fils de Roger V Bacon (Robert et Guillaume, morts en bas âge.

- Roger IV (mort vers 1300), est enterré dans le sanctuaire de l'abbaye Sainte-Marie de Longues où son épitaphe était encore visible à la fin du XVIe siècle[24]. Il a trois enfants connus :
  - son fils et successeur Roger V ;
  - Guillaume[note 1] († 3 avril 1344), sire du Molay[25] qui finira exécuté à Paris, avec Richard de Percy et Jean de la Roche Tesson, pour acte de rébellion contre le roi (il prit le parti des Tancarville contre les Bertran, favoris du roi de France, pour la main de sa nièce Jeanne, héritière de la maison Bacon)[note 2], et accusé notamment d'avoir participé à un complot visant à placer Geoffroy d'Harcourt à la tête du duché de Normandie par une alliance secrète avec Édouard III d'Angleterre[28] ;
  - Jean, qui sera doyen de Lisieux[4] ;
  - Jeanne, mariée avec Foulques Ier de La Champagne, seigneur de la Champagne à Plomb, seigneur d'Apilly (Saint-Senier-sous-Avranches), Saint-Loup, la Gogannière, Saint-Senier, Saint-Brice, décédée en 1328.
- Roger V Bacon, son autorité s'étendait sur un territoire recouvrant les communes actuelles du Molay Littry, du Breuil, de Blay, de Castillon, de Planquery, de Saon, de Colombières, de la Bazoque. À sa mort vers 1340, n'ayant point d'héritier mâle (ses deux fils étant décédés en bas âge), se déclencha une véritable guerre civile dans l'ouest de la Normandie afin de récupérer la main de son unique fille Jeanne Bacon et son riche héritage.
- Jeanne Bacon est la fille de Roger V, est née du second mariage entre Roger V Bacon et Éléonore de Villiers (ou de Villers-Bocage). Elle eut un demi-frère Robert, mort en bas âge, né du premier mariage de Roger avec Aelis d'Asnières, son autre frère Guillaume né du second mariage de Roger, est lui aussi mort en bas âge[4] (la plaque funéraire des deux fils de Roger Bacon est d'ailleurs visible sur l'un des murs extérieurs de l'église du Breuil-en-Bessin)[29]. Elle est l'unique héritière du fief de la famille Molay Bacon. Deux grandes familles se disputent alors la main de Jeanne, les Bertran(d) de Bricquebec et les d'Harcourt.

Jeanne épouse en premières noces en 1340, Guillaume Bertran(d), vicomte de Rocheville, second fils de Robert VIII Bertrand de Bricquebec et de Laurence du Merle (sœur du maréchal Foulques du Merle). Son époux meurt au cours de la bataille de Mauron en Bretagne le 14 août 1352.
En secondes noces, elle épouse Jean Ier de Luxembourg-Ligny († 1364), fils de Waléran II de Luxembourg-Ligny, seigneur de Ligny-en-Barrois, de Roussy et de La Roche.
Jeanne fonde de son propre chef le 1er août 1366, le prieuré hospitalier de Sainte-Élisabeth à Villers-Bocage. Dans cet endroit seront reçus et soignés les pauvres, les passants, les femmes enceintes et les orphelins jusqu’à l’âge de sept ans. Pour commémorer cet acte de bienfaisance, une rue de la ville de Villers-Bocage porte encore son nom aujourd'hui.
Jeanne décède en 1376 et est inhumée dans l'abbaye de Saint-Évroult dans l'actuel département de l'Orne. N'ayant point d'enfant, la branche ainée des Bacon s'éteint et l'héritage familial est dispersé entre les descendants indirects de la famille[réf. à confirmer],.

## Liens entre les Molay Bacon et les Bacon d'Angleterre
Richard Bacon, fils de Guillaume III Bacon et de Mathilde fille illégitime de Ranulf le Meschin, fonda un prieuré à Rocester dans le Staffordshire en 1140. Il est désigné sous le titre de Earl of Chester, ce qui est fortement remis en cause dans d'autres ouvrages. Bien qu'il ait pu faire souche en Angleterre, la parenté avec Francis Bacon, par exemple, ne peut être prouvée.